# Aspergillus zonatus
Aspergillus zonatus är en svampart som beskrevs av Kwon-Chung & Fennell 1965. Aspergillus zonatus ingår i släktet Aspergillus och familjen Trichocomaceae.   Inga underarter finns listade i Catalogue of Life.